# Île de Ross
Pour les articles homonymes, voir Ross.
L'île de Ross est une île volcanique de la mer de Ross, dans l'océan Pacifique Sud. Elle fait face à la chaîne du Prince-Albert, située entre la terre Victoria et la côte Hillary (en), dans la chaîne Transantarctique.

## Histoire

### Découverte
Sir James Clark Ross découvre ce qu'il croit être une partie de la terre Victoria en 1841 (à cause de la calotte glaciaire), et nomme ses deux volcans d'après le nom des deux navires de l'expédition, l'HMS Erebus et l'HMS Terror.

### Base des expéditions britanniques
Robert Falcon Scott baptise l'île en 1902, lors de l'expédition Discovery, en l'honneur de son découvreur.
Elle a été utilisée comme base de départ pour plusieurs expéditions des débuts de l'exploration de l'Antarctique. Scott considérera l'île comme son « fief personnel » et son utilisation pour l'expédition Nimrod par Ernest Shackleton sera à l'origine d'un conflit entre les deux explorateurs. L'expédition Terra Nova (où Scott trouva la mort) et l'expédition Endurance (de Shackleton) suivront. Les abris construits par Scott et Shackleton, au cap Evans, à Hut Point et au cap Royds sont encore visibles et sont préservés en tant que témoignage historique.
Le choix de l'île pour l'implantation de bases antarctiques et le départ d'expéditions vient notamment du fait qu'elle est et reste l'île méridionale la plus accessible par la mer.

### Revendication
L'île de Ross appartient à la dépendance de Ross, zone territoriale revendiquée par la Nouvelle-Zélande. Cette revendication n'est pas reconnue par la plupart des autres pays.

## Géographie
L’île est située dans la mer de Ross et elle est séparée du continent par le détroit de McMurdo (à l'ouest), large de 45 kilomètres. La largeur de l’île, dans une direction est-ouest, est d'environ 77 km ainsi que dans sa plus grande longueur nord-sud. Elle s'étend sur près de 73 km du cap Bird (au nord) au cap Armitage, situé à l’extrémité méridionale de la péninsule de Hut Point (où se trouve la cabane de Scott). La superficie de l’île est de 2 480 km2.
Le relief de l'île est dominé par les deux volcans, le mont Erebus (3 794 m) à l'ouest, et le mont Terror (3 230 m) à l'est. Les autres élévations de l'île sont le mont Bird (1 765 m) au nord-ouest, le mont Terra Nova au centre,  (2 130 m) et le mont Melton (en) (2 000 m), d'autres volcans. Avec l'Erebus, Ross est la 6e île la plus élevée au monde.

## Climat
Le climat est polaire d'inlandsis (très froid toute l'année)
| Mois                     | jan. | fév.  | mars  | avril | mai   | juin | jui.  | août  | sep.  | oct.  | nov.  | déc. | année |
| ------------------------ | ---- | ----- | ----- | ----- | ----- | ---- | ----- | ----- | ----- | ----- | ----- | ---- | ----- |
| Température moyenne (°C) | −4,5 | −11,4 | −20,5 | −24   | −25,6 | −26  | −28,3 | −29,7 | −28,1 | −21,3 | −11,4 | −4,8 | −19,6 |

## Installations

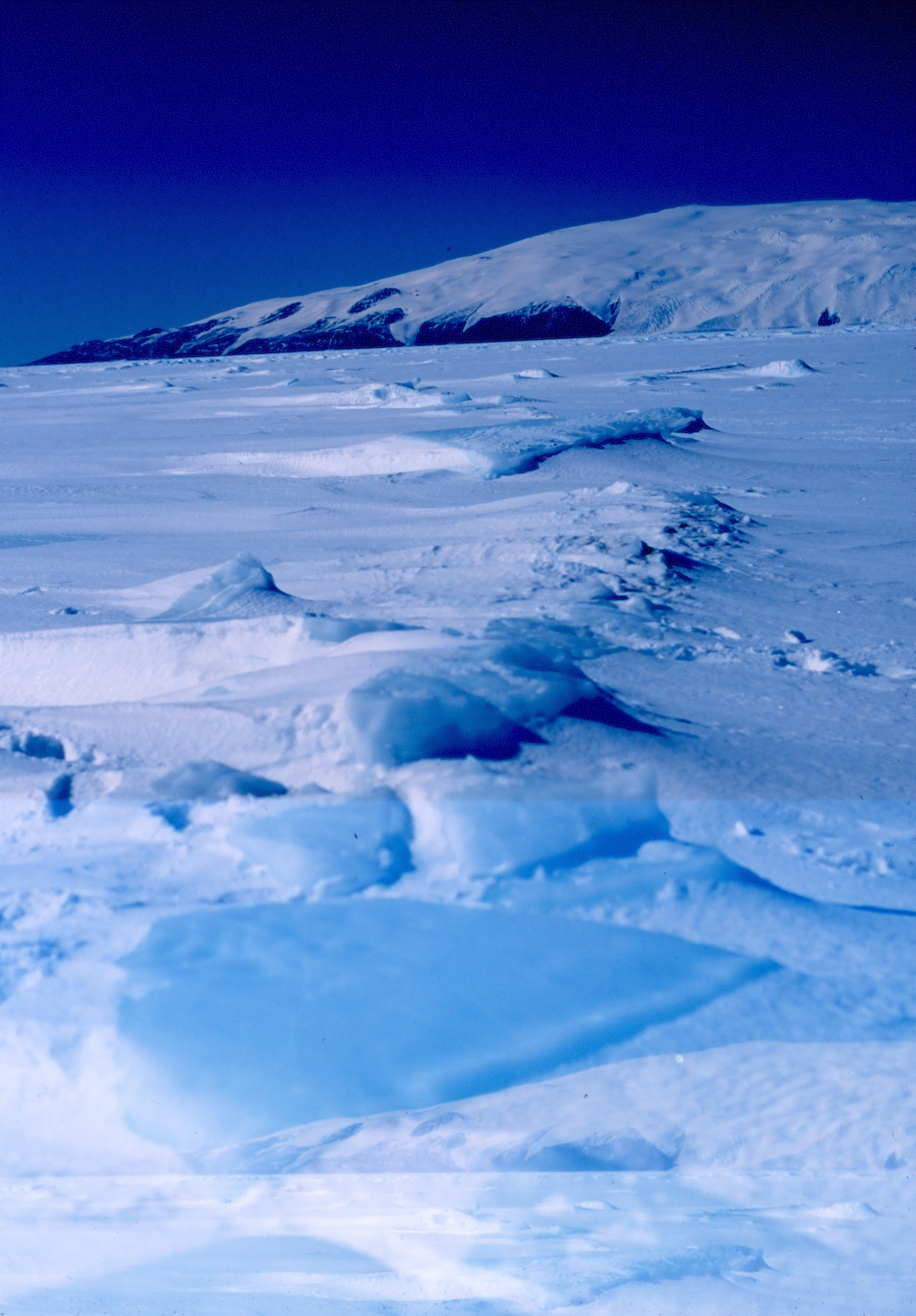
L'île de Ross, à l'horizon, entourée par la banquise sur la mer de Ross.

De nos jours, l'île de Ross abrite deux bases proches de quelques kilomètres, implantées sur la côte à l'extrémité sud de l'île, de part et d'autre du cap Armitage :
- la base néo-zélandaise de Scott (80 habitants pendant l'été, une douzaine pendant l'hiver) ;
- la base américaine de McMurdo, la plus grande base exploitée dans l'Antarctique (1 000 habitants pendant l'été, moins de 200 pendant l'hiver).

Entre 1987 et 1992, l'île a également abrité la World Park Base, une implantation de Greenpeace.

## Faune
À l'est de l'île, près du cap Crozier, se trouvent des aires de reproduction du manchot Adélie et du manchot empereur ; c'est une zone spécialement protégée (zone no 124) par accord international : toute traversée de la zone, ou survol, sont interdits.

## Pollution aux microplastiques
En 2021, une équipe de scientifiques néozélandais a échantillonnée de la neige fraiche sur 19 sites de l'île et y a trouvé la présence des fibres de polymères, mettant ainsi en évidence les première preuves de présence de microplastique en Antarctique. Vingt neufs particules de PET ont été trouvées dans un litre de neige. Les scientifiques envisagent une probabilité d'augmentation de la fonte des glace à cause de la présence de ces particules.

## Protection
Les zones spécialement protégées de l'Antarctique (ZSPA/ASPA) sur l'île sont :
- Cap Royds (ASPA-121) ;
- Arrival Heights (ASPA-122)
- Cap Crozier (ASPA-124)
- Tramway Ridge (en) (ASPA-130)
- Cap Evans (ASPA-155)
- Baie Lewis (ASPA-156)
- Baie Backdoor (ASPA-157)
- Hut Point (ASPA-158)

Il s'agit de sites dotés de valeurs environnementale, scientifique, historique, esthétique ou naturelle exceptionnelles, ou toute combinaison de ces caractéristiques, ainsi que les sites faisant l'objet de recherches scientifiques en cours ou programmées.
L'entrée sans permis dans une ZSPA est interdite.